# 十和田市立大深内小学校
十和田市立大深内小学校（とわだしりつおおふかないしょうがっこう）は、青森県十和田市大字洞内にある公立小学校。

## 沿革
- 2021年（令和3年）3月22日 - 十和田市は、洞内・松陽両小学校を統合し、さらに大深内中学校との小中一貫教育に取り組むことを決定[1]。
- 2022年（令和4年）
  - 10月4日 - 大深内中学校敷地内にて、洞内・松陽地区統合小中学校校舎建設工事の安全祈願祭挙行[2][3]。
  - 12月9日 - 校舎完成。なお、校舎は、地元産の杉材をふんだんに使用した[4]。
- 2023年（令和5年）
  - 4月1日 - 洞内・松陽の2小学校を統合し、開校。小中一貫校としては、十和田市内のみならず、上北地方管内では初となる大深内中学校との小中一貫校となる。
  - 4月6日 - 大深内小学校開校式と大深内小中一貫校開設式挙行[5][6]。
  - 4月7日 - 第1回入学式挙行。最初の新入生は8名で、この8名を含めた小学校児童61名と中学校生徒27名でスタートを切った[7][5]。

## 通学区域と進学先中学校
出典

### 通学区域
- 大字洞内（字井戸頭(一部)・字稲荷ノ下・字後野(一部)・字枯木根・字客僧田・字妻ノ神・字杉ノ沢・字千刈田・字長田・字長根・字沼田野・字樋口(一部)・字前田・字向・字森田・字山崎）
- 大字大沢田（全域）
- 大字馬洗場（全域）
- 大字立崎（全域）
- 大字八斗沢（字家ノ下の一部と字八斗沢の一部を除く）
- 大字豊ケ岡（全域）

### 進学先中学校
- 十和田市立大深内中学校

## アクセス
- 十和田観光電鉄バス「大深内中学校前」停留所下車。